# Славица Ђукић
Славица Ђукић (рођена 7. јануар, 1960. у Великом Градишту, ФНР Југославија) је бивша српска рукометашица која је играла за репрезентације Југославије и Аустрије. Три пута је играла на Олимпијским играма. У Лос Анђелесу 1984. са репрезентацијом Југославије освојила је златну медаљу, а у Сеулу 1988. биле су четврте. За репрезентацију Аустрије наступала ја на Олимпијским играма у Барселони 1992. и заузеле су 5. место. Са Светских првенстава има бронзу из 1982. Такође је играла на Светском првенству 1986. када су биле шесте. У клупској каријери играла је за Раднички из Београда.